# Mark Briscoe
Mark Pugh (Laurel, 18 de janeiro de 1985), mais conhecido pelo seu nome de ringue Mark Briscoe, é um lutador profissional americano. Ele trabalha atualmente para a All Elite Wrestling (AEW) e para a Ring of Honor (ROH), onde fez seu nome ao lado de seu irmão Jay como os Briscoe Brothers. Na ROH, ele foi campeão mundial da ROH, campeão mundial de duplas da ROH com seu irmão Jay Briscoe, um recorde de 13 vezes, e foi um terço dos campões mundiais de trios da ROH com Jay e Bully Ray. Em janeiro de 2022, os Briscoe Brothers foram homenageados como os primeiros a entrar no Hall da Fama da ROH.
Ele e Jay também foram campeões mundiais de duplas do Impact (agora TNA) e lutaram no Japão, trabalhando para a New Japan Pro-Wrestling (NJPW), onde conquistaram o Campeonato de Duplas IWGP uma vez e o Campeonato NEVER Openweight de Trios duas vezes (junto com Toru Yano), e para a Pro Wrestling Noah, onde foram campeões Junior Heavyweight de duplas GHC.
No total, entre ROH, TNA, NJPW e Noah, Mark Briscoe conquistou 20 campeonatos, todos, exceto um (o Campeonato Mundial da ROH), sendo compartilhado com Jay em uma dupla tradicional ou de seis homens.

## No wrestling
- - Ataques e movimentos secundários
- Marking Out (Burning Hammer)
- Cut Throat Suplex
- Moonsault
- Shooting Star Splash
- Shooting Star Body Attack Plancha
- Springboard Ace Crusher
- Uranage
- Hanging T-Bone Suplex
- Corner Slingshot Forearm Smash
- Catapult Double Stomp
- Spinning Heelkick
- Gutwrench Suplex
- Jumping Knee Drop
- Springboard Dropkick
- Crossbody Block

## Campeonato e prêmios
- Combat Zone Wrestling
  - CZW World Tag Team Championship (1 vez) - com Jay Briscoe

- Full Impact Pro
  - FIP Tag Team Championship (1 vez) - com com Jay Briscoe

- Jersey All Pro Wrestling
  - JAPW Tag Team Championship (1 vez) - com com Jay Briscoe

- NWA Wildside
  - NWA Wildside Tag Team Championship (1 vez)[3] - com com Jay Briscoe

- Pro Wrestling Noah
  - GHC Junior Heavyweight Tag Team Championship (1 vez) - com com Jay Briscoe

- Pro Wrestling Unplugged
  - PWU Tag Team Championship (1 vez) - com com Jay Briscoe

- Real Championship Wrestling
  - RCW Tag Team Championship (1 vez)[4][5] - com Jay Briscoe

- Ring of Honor
  - ROH World Championship (1 vez)
  - ROH World Tag Team Championship (13 vezes) - com Jay Briscoe

- USA Pro Wrestling / USA Xtreme Wrestling
  - USA Pro/UXW Tag Team Championship (2 vezes)[6][7] - com Jay Briscoe

- Wrestling Observer Newsletter awards
  - Tag Team of the Year (2007) - com Jay Briscoe